# ياكوب باول
ياكوب باول هو لاعب كرة مضرب سويسري، ولد في 22 مارس 1999 في خور في سويسرا.

## وصلات خارجية
- ياكوب باول على موقع رابطة محترفي التنس (الإنجليزية)
- ياكوب باول على موقع الاتحاد الدولي لكرة المضرب (الإنجليزية)
- ياكوب باول على موقع خلاصة التنس.كوم (الإنجليزية)
- ياكوب باول على موقع إي إس بي إن.كوم (الإنجليزية)